# Oasis (Misiones)
Oasis es una colonia misionera, ubicada en el departamento San Ignacio de la Provincia de Misiones. Depende administrativamente del municipio de Jardín América, de cuyo centro urbano dista unos 10 km. Se halla a unos 3 km del río Paraná.
Su principal vía de acceso es un camino vecinal que la vincula al sur con Jardín América y al norte con el río Paraná.

## Historia

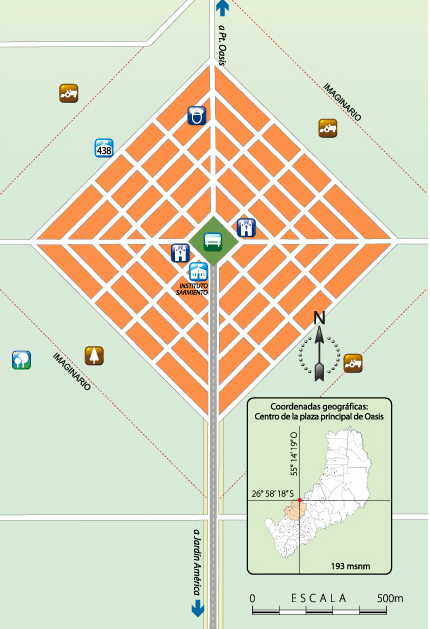
Mapa de Oasis en el municipio de Jardín América.

Fue el primer asentamiento de la zona, aunque quedó relegada por la ciudad de Jardín América cuando la Ruta Nacional 12 pasó por ésta. A mediados de los '30 colonos que profesaban el culto adventista, tenían en mente crear un pueblo aislado del resto de la sociedad. Pocos años más tarde, ya la habitaban pobladores de diversos credos; pese a haber una mayoría adventista.
En los años de construcción del actual trazado de la Ruta Nacional Nº12, los pioneros de Oasis cayeron en la controversia de optar por mantenerse aislados en la selva o trasladarse por donde pasaría la ruta. Un grupo mayoritario optó por trasladarse, constituyendo lo que hoy se conoce como Jardín América y otro por permanecer en lo que hoy es colonia Oasis. 
- Datos: Q6047870